# Villaverde Alto (metropolitana di Madrid)
Villaverde Alto è una stazione della linea 3 della metropolitana di Madrid.

## Storia
Il 21 aprile 2007 fu inaugurata la stazione della metropolitana della linea 3.
Nel 2023 non diventerà più capolinea della linea, ma si estenderà verso El Casar.

## Servizi
- Ascensore
- Parcheggio di interscambio

## Interscambi
La fermata costituisce un interscambio con la stazione di Villaverde Alto, servito dai treni delle linea C-4 e C-5 della rete di Cercanías di Madrid.
Nelle vicinanze della stazione effettuano fermata alcune linee automobilistiche urbane ed extraurbane, gestite da EMT Madrid.
- Stazione ferroviaria (Villaverde Alto)
- Fermata autobus